# Berge Vanga
Berge Vanga bio je nosač rude i nafte s 227,912 kubičnih metara istisnine (DWT). Brod se nalazio u vlasništvu norveške brodarske tvrtke Sig. Bergesen d.y. i bio je registriran u Liberiji. Brod je nosio građevinski broj 300 u brodogradilištu Uljanik u lučkom gradu Puli u Hrvatskoj i izgrađen je 1974. Pripadao je klasi kombiniranih ili brodova za prijevoz nafte, sipkih tereta i rude (engl. ore-bulk-oil carrier, OBO carrier)
Brod je bio na putu iz Brazila u Japan prevozivši željeznu rudu kada je iznenada u 29. listopada 1979. izgubljen kontakt s plovilom u južnom Atlantiku. 40 ljudi izgubilo je živote.
Nekakvi ostaci koji su nalikovali dijelovima tankera pronađeni su bez ljudskih ostataka. Još uvijek se malo toga zna o nesreći, a saslušanje nakon nesreće održano je iza zatvorenih vrata. Glavna teorija tvrdi da su uzrok nesreće bile eksplozije uzrokovane ostacima nafte u teretnim odjeljcima. Berge Vanga, poput svog broda blizanca Berge Istra koji je nestao pod sličnim okolnostima četiri godina prije, bio je brod koji je mogao prevoziti i naftu i željeznu rudu. Nakon ova dva nestanka nisu se više gradili kombinirani brodovi poput ovih, a nafta se više nikad nije prevozila zajedno sa željeznom rudom.

## Vanjske poveznice
- Auke Visser's International Super Tankers (slike i detalji)  Arhivirana inačica izvorne stranice od 18. ožujka 2008. (Wayback Machine)